# Clavus clavata
Clavus clavata é uma espécie de gastrópode do gênero Clavus, pertencente a família Drilliidae.